# Rising (Yoko-Ono-Album)
Rising ist das neunte Solo-Studioalbum von Yoko Ono. Gleichzeitig ist es einschließlich der drei Avantgarde-Alben sowie  Some Time in New York City, Double Fantasy, Milk and Honey und zweier Interviewalben mit ihrem Ehemann John Lennon, zweier Kompilationsalben und des Live-Albums der Plastic Ono Band das insgesamt zwanzigste Album Yoko Onos. Es wurde am 15. Januar 1996 in Großbritannien und am 4. Dezember 1995 in den USA veröffentlicht.
Rising Mixes erschien am 3. Juni 1996 in den USA und erhält neben vier Remixen vom Album Rising noch zwei neue Lieder. Es wird nicht als eigenständiges Album aufgeführt, da es im direkten Zusammenhang mit dem Album Rising steht.

## Entstehungsgeschichte
Seit der Veröffentlichung  des Albums Starpeace im November 1985 zog sich Yoko Ono aus dem Musikgeschäft zurück und konzentrierte sich auf andere künstlerische Tätigkeiten.
Lediglich im Jahr 1990 erschien in Japan eine Kompilations-CD-EP mit dem Titel Happy Birthday, John, auf der sich drei Versionen des John-Lennon-Liedes Love ’90, von Yoko Ono gesungen, befinden. Im Jahr 1994 wurde das Musical New York Rock produziert, das Yoko-Ono-Lieder beinhaltet und musikalisch von Rob Stevens im Quad Recording Studio produziert wurde. Die CD wurde am 2. Mai 1995 veröffentlicht. Am 28. Januar 1995 nahm Yoko Ono mit Sean Lennon, Paul und Linda McCartney und deren vier Kindern das Lied Hiroshima Sky Is Always Blue auf, das im japanischen Radio ausgestrahlt wurde und bisher nur auf Bootlegs erhältlich ist.
1995, zehn Jahre nach ihrem letzten Studioalbum, eine genauere Datierung wurde nicht dokumentiert, beschloss Yoko Ono erneut ins Studio zu gehen, diesmal mit ihrem Sohn Sean Lennon und den Musikern Timo Ellis und Sam Koppelman. Die drei Musiker nannten sich IMA und waren als Musikgruppe schon vor den Aufnahmen musikalisch aktiv. Sie wurden auf dem Cover der CD neben Yoko Ono gleichberechtigt genannt. Ima ist japanisch und bedeutet auf Deutsch „jetzt“. Yoko Ono unterzeichnete einen Plattenvertrag mit Capitol Records/EMI, die zuvor bereits die CD New York Rock veröffentlicht hatten.
Im Gegensatz zu den letzten drei Alben, die Yoko Ono nach dem Tod von John Lennon aufgenommen hatte, war Rising deutlich weniger pop-orientiert. Die Instrumentierung war minimalistisch und die musikalische Ausrichtung erinnert eher an die ersten drei Alben von Yoko Ono ohne die Avantgarde-Titel. Einige der Titel orientieren sich am in den 1990er Jahren erfolgreichen Grunge-Sound.
Nach der anschließenden Tournee beschloss Yoko Ono sich erneut aus dem Musikgeschäft zurückzuziehen, ihr nächstes neues Studioalbum Blueprint for a Sunrise erschien erst im November 2001.

## Cover
Die Covergestaltung erfolgte von Al-Eugene Naclerio. Das Coverfoto stammt von Iain Macmillan. Der CD liegt ein aufklappbares zehnseitiges bebildertes Begleitheft bei, das die Liedtexte und Informationen zum Album enthält.

## Titelliste
Alle Titel des Albums wurden von Yoko Ono komponiert.
1. Warzone – 1:55
2. Wouldnit (I’m a Star) – 3:02
3. Ask the Dragon – 4:12
4. New York Woman – 2:07
5. Talking to the Universe – 3:31
6. Turned the Corner – 2:58
7. I’m Dying – 6:18
8. Where Do We Go from Here? – 3:02
9. Kurushi – 7:59
10. Will I – 2:27
11. Rising – 14:28
12. Goodbye My Love – 2:22
13. Revelations – 5:35

## Rising Mixes
Das Album Rising Mixes wurde am 3. Juni 1996 in den USA veröffentlicht. Die Lieder 1, 3, 4 und 5 sind Remixe von verschiedenen Künstlern. Das Lied Franklin Summer stammt von Yoko Ono und IMA und wurde nicht neu abgemischt. The Source ist ein weiterer neuer Titel.
1. Talking to the Universe (Cibo Matto Remix) – 4:21
Zusätzliche Aufnahmen: Miko Hatori (Gesang), Yuka Honda (Keyboards und Samples), Russel Simins und Dougie Bowne (Schlagzeug)
2. The Source (ABA All Stars) – 4:58
Zusätzliche Aufnahmen: Yoko Ono, Sean Lennon, Yuka Honda, Adam Yauch, Maro Caldato Jr. und Miko Hatori, eine Zuordnung der musikalischen Aufgaben wird im CD-Begleitheft nicht aufgeführt.
3. Ask the Dragon (Ween Remix) – 4:49
4. Where Do We Go from Here? (Tricky Remix) – 5:07
5. Rising (Thurston Moore Remix) – 8:48
6. Franklin Summer (Yoko Ono/IMA) – 30:02

In den USA wurde weiterhin eine 12”-Vinyl-Promotion Langspielplatte veröffentlicht, die statt des Lieds Franklin Summer, das Lied Kurushi enthält.
1. Ask the Dragon (Ween Remix) – 4:49
2. Talking to the Universe (Cibo Matto Remix) – 4:21
3. The Source (ABA All Stars) – 4:58
4. Where Do We Go from Here? (Tricky Remix) – 5:07
5. Rising (Thurston Moore Remix) – 8:48
6. Kurushi (Perry Farrell Mix) – 7:26

## Single-Auskopplungen
Aus den Alben wurden keine Singles ausgekoppelt.

## Chartplatzierungen
Das Album verfehlte einen Einstieg in die offiziellen Hitparaden.

## Tournee
Zehn Jahre nach ihrer letzten Tournee begab sich Yoko Ono erneut auf eine Tournee. Die Begleitband bestand aus: Sean Lennon (Gitarre, Keyboards und Hintergrundgesang), Timo Ellis (Schlagzeug) und Andrew Weiss (Bass).
Nordamerika-Tournee
- 29. Februar 1996: 9:30 Club, Washington, D.C.
- 3. März 1996: Knitting Factory, New York City
- 10. März 1996: Park West, Chicago
- 13. März 1996: Roxy, Los Angeles
- 19. März 1996: Great American Music Hall, San Francisco
- 21. März 1996: The Crocodile, Seattle
- 25. März 1996: Lee’s Palace, Toronto
- 10. Mai 1996: Paradise, Boston
- 14. Mai 1996: Irving Plaza, New York City
- 16. Juni 1996: Tibetan Freedom Concert, San Francisco
- 6. Juli 1996: Summer Stage, Central Park, New York

Europa-Tournee
- 25. Mai 1996: Milky Way, Amsterdam
- 28. Mai 1996: Magazzini Generali, Mailand
- 31. Mai 1996: Bataclan, Paris
- 3. Juni 1996: Metropole, Berlin
- 5. Juni 1996: Markthalle, Hamburg
- 8. Juni 1996: Astoria 2, London

Japan-Tournee
- 22. Juni 1996: Club Quattro, Tokio
- 25. Juni 1996: Akasaka Blitz, Tokio
- 28. Juni 1996: Bottom Line, Nagoya
- 1. Juli 1996: Shin-Osaka Mielparque Hall, Osaka